# 洛普什納河 (里卡河支流)
洛普什納河（烏克蘭語：Лопушна），是烏克蘭的河流，位於該國西部，屬於里卡河的左支流，發源自洛普什涅東南面，流經外喀爾巴阡州，河道全長10公里，流域面積37.9平方公里。